# 小崎陽一
小崎 陽一（こざき よういち、1978年3月16日 - ）は、日本のイタリア料理研究家（イタリア料理教室協会認定）、CUCINA GIANNI オーナーシェフ、Ponte Nuovo 株式会社代表取締役、日本ソムリエ協会認定ソムリエ。

## 人物
- 愛知県瀬戸市出身。

- 趣味は料理、ワイン、ゴルフ、マラソン。

- 妻は元モーニング娘。の保田圭で、2013年5月29日に結婚[1]。

## 著書
- 『ぜんぶ555キロカロリー以下のおいしい基本のイタリアン』（2014年4月17日宝島社）

## 出演

### TV
バラエティ（準レギュラー以上）